# Zero Minus Ten
Zero Minus Ten är en bok av Raymond Benson från 1997, som ingår i den officiella James Bond-serien. Det var den första James Bond-boken sedan John Gardners roman Cold. Innan dess hade dock Benson skrivit en fackbok om Bond 1984, och en novell, Blast from the Past, 1997.

## Handling
Inför återlämnandet av Hongkong från Storbritannien till Kina, får James Bond i uppdrag att utreda en serie mord i staden.